# Unaysaurus
Unaysaurus (лат.) — род динозавров из семейства Unaysauridae подотряда завроподоморф, живших в верхнем триасе (норийский век) на юге нынешней Бразилии. К роду относят единственный типовой вид — Unaysaurus tolentinoi.

## Описание
Голотип UFSM 11069 найден в 1998 году в окрестностях города Санта-Мария. Находка была сделана Толентино Марафигой случайно, во время прогулки (видовое название дано в его честь). Окаменелости залегали в слоях формации Caturrita, относящейся к карнийскому — норийскому ярусам, и состояли из почти полного черепа и некоторых фрагментов туловища и конечностей. Название рода происходит от слова unay на языке тупи — «чёрная вода», ссылаясь на регион Agua Negra, на территории которого была сделана находка.
Unaysaurus был относительно небольшим травоядным динозавром, в длину достигавшим 2,5 м и весившим 75 кг. Внешне напоминал прозауроподов: он передвигался на двух ногах (также не исключено, что он мог опираться и на четыре конечности) и имел длинную шею.

## Систематика
При описании в 2004 году род поместили в семейство платеозаврид. Несколько коллективов систематиков соглашались с таким положением рода, но в 2018 году Müller с коллегами, описывая новый род Macrocollum, перенесли его в новое семейство Unaysauridae.
Вопрос о принадлежности рода к прозауроподам поднимался ещё при первичном описании рода, и в 2019 году систематики уверенно включают его в подотряд завроподоморф